# 亚希米勒
 本條目出自已經處於公有領域的：Easton, Matthew George. .  New and revised. T. Nelson and Sons. 1897.

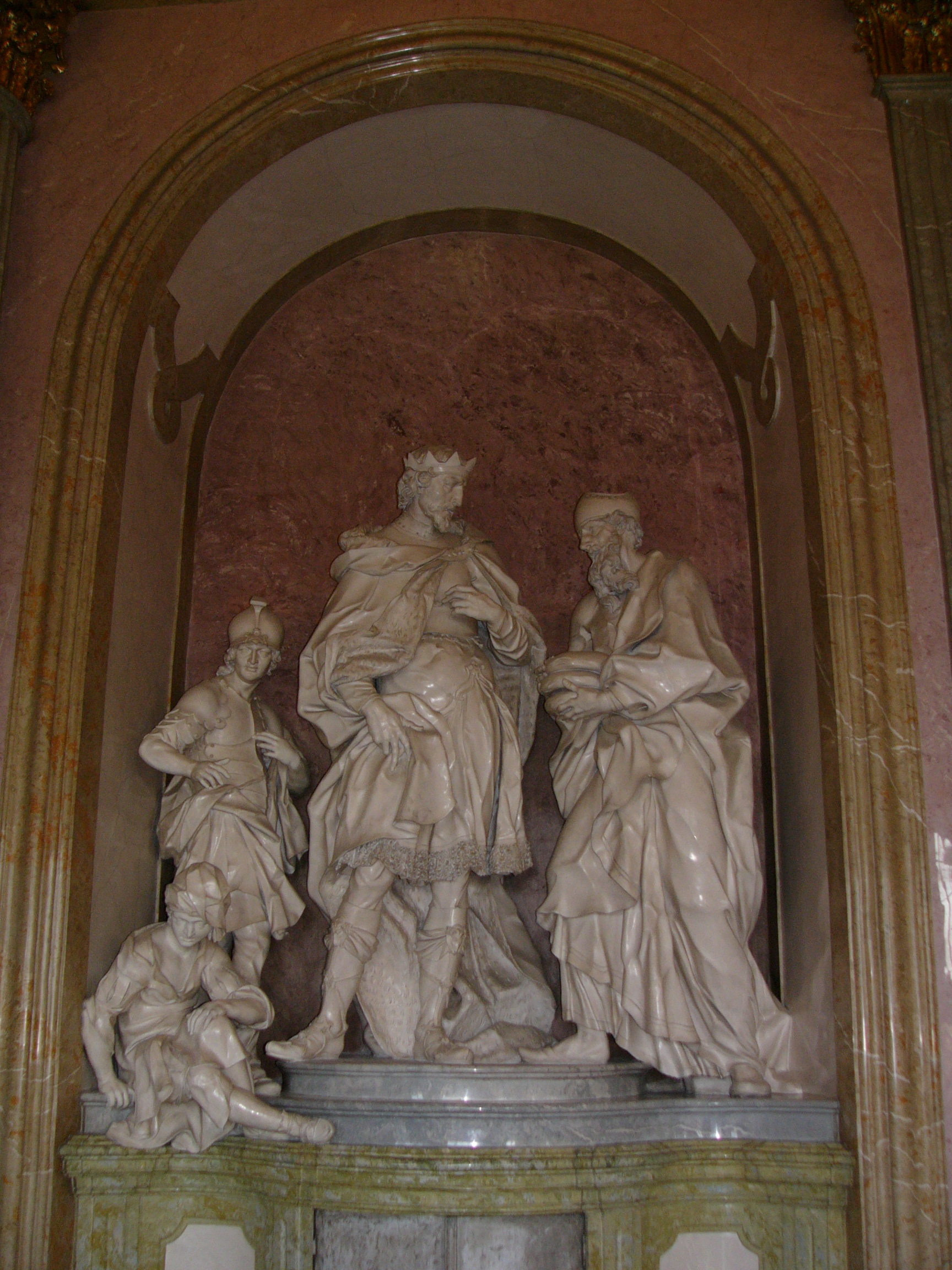
捷克一座修道院中描绘大卫接受亚希米勒赠与的陈设饼的雕塑

亚希米勒（希伯來語：‎）意为“国王的兄弟”，赫人，是亚希突的儿子，大祭司亚比亚他的父亲。他是以利的后裔。他是第12任大祭司，住在挪伯。大卫及其同伴逃避扫罗追捕时曾逃至此处，得到他赠与的5块陈设饼和歌利亞的劍作護身武器。由于以东人多益告发他私通大卫，他和挪伯的众祭司共86人被召到扫罗那里，被判处死刑。死刑由以东人多益执行（《撒母耳記上》第22章第9节至第23节参）。亚比亚他可能有一个儿子也称为亚希米勒。
| 前任者： 以利 | 以色列大祭司 | 繼任者： 亚比亚他 |